# Rio Pedreira
Le rio Pedreira est un cours d'eau brésilien qui baigne l'État d'Amapá. Il prend sa source au Sud du siège municipal de Porto Grande et coule de manière tortueuse, pour se jeter dans le canal du Nord du delta de l'Amazone, au Nord de Macapá, à proximité de la pointe du Pau Cavado. Il arrose les municipalités de Porto Grande, Ferreira Gomes et Macapá.